# Flyleaf
Flyleaf es una banda de rock cristiano procedente de Belton, Texas, Estados Unidos, formada en el año 2002. «Flyleaf es una hoja en blanco al comienzo y al final de un libro, el momento antes de que una historia comience y el momento despues de que una historia finalice, el momento que hay antes de que naces y el momento que hay luego de que mueres - Jeremías 1:5», explica Lacey Mosley, la vocalista del grupo.
En el año 2005, el grupo presentó su primer álbum de estudio homónimo, logrando ser certificado disco de platino en los Estados Unidos después de vender más de 1 millón de copias.
El 10 de noviembre de 2009, Flyleaf presentó su segundo álbum de estudio, titulado Memento Mori, una expresión en latín cuyo significado es "recuerda que eres mortal"

## Historia
A principios Lacey Mosley comenzó a tocar con James Culpepper, Jared Hartmann y Sameer Bhattacharya fueron reclutados más tarde. "Sameer y Jared son realmente experimentales con las melodías y pedales, y todos teníamos diferentes influencias que se mezclarón todas juntas con corazones apasionados y llenos de esperanza misma, y que llevó a cabo este hermoso sentimiento. Es mágico", dijo Mosley. El bajista Pat Seals se unió en 2002 después de dejar su anterior banda The Grove.
El primer nombre de la banda fue Listen, que más tarde se cambió a Passerby, con el cual fueron más reconocidos en Texas. Con ese nombre lanzaron 3 EP e hicieron más de 100 conciertos en Texas. En el 2004, Passerby hizo una presentación para RCA Records en Nueva York con la esperanza de conseguir un contrato. Luego de unos días el presidente de Octone Records estaba muy interesado un firmar un contrato con ellos. Después de esperar unos días para acordar el contrato el 7 de enero de 2004, la página web de Octone Records anunció su llegada.
En marzo de 2004, Passerby se cambió el nombre por Flyleaf. Posterior a este cambio, Flyleaf viajó a Seattle, Washington para grabar su primer Ep homónimo Flyleaf EP  con Rick Parashar. Después, hicieron una gira con Skillet, Breaking Benjamin, Staind y 3 Doors Down para promover su EP. En octubre, el EP fue lanzado en las tiendas, y más tarde lanzaron su primer video Breathe Today.

### Álbum debut (2005 - 2008)
En el 2005, la banda grabó su primer álbum de larga duración, su productor fue Howard Benson, el álbum fue lanzado el 4 de octubre de 2005, bajo el título de  Flyleaf.

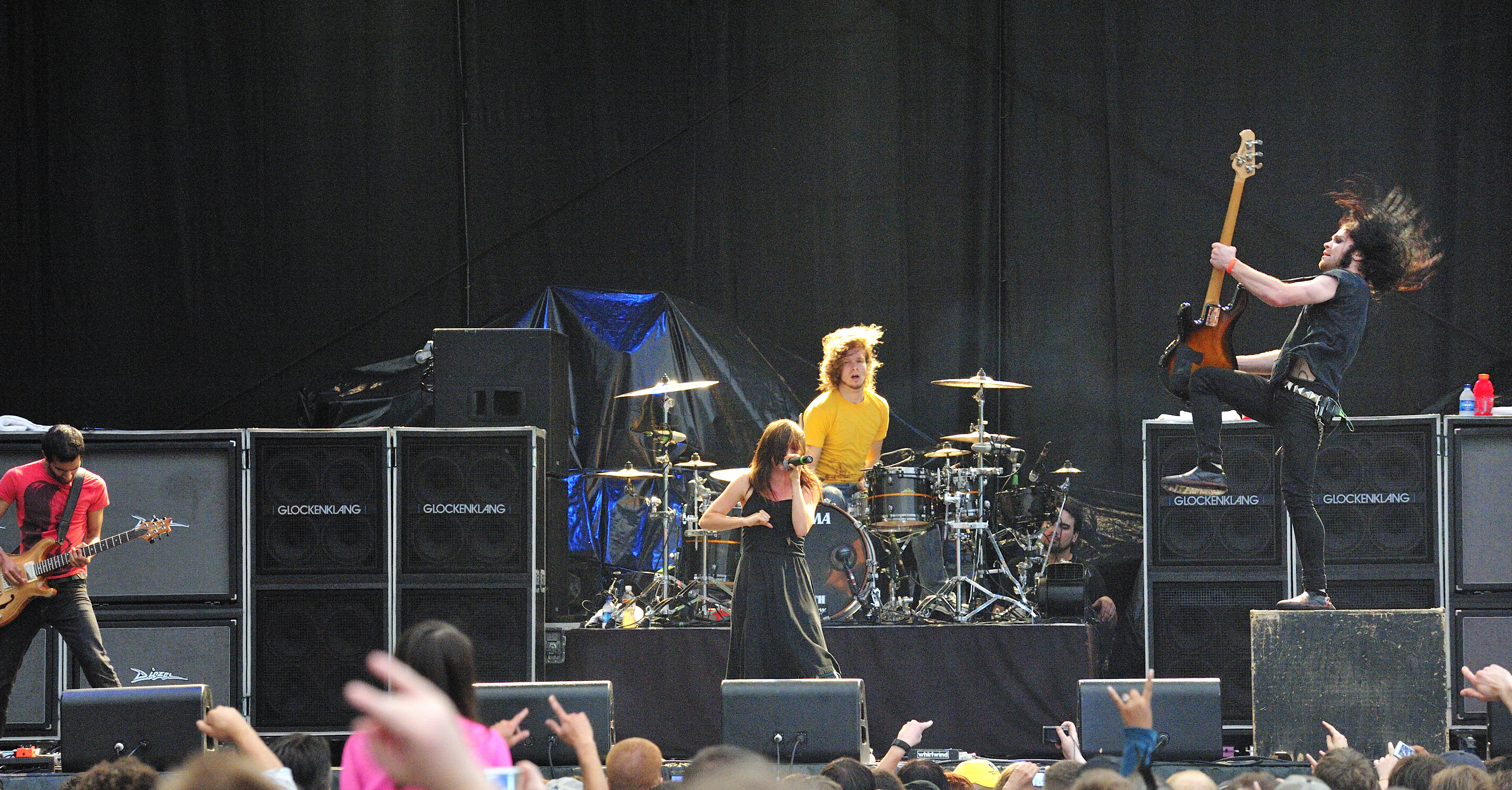
Flyleaf en vivo en el Beale Street Music Festival, 2008

En el verano del 2006, la banda tocó en el escenario principal del Family Values Tour 2006 junto a Korn y Deftones, tocaron entre otras "I'm So Sick" y una versión Something I Can Never Have de NIN, durante de las giras la banda grabó el video I'm So Sick (canción que también es parte de la banda sonora de Duro de Matar 4 o en España La Jungla de Cristal) que luego fue lanzado a la televisión. Después la banda hizo una gira con Disturbed, Stone Sour y Nonpoint , el tour fue llamado "Music As A Weapon III". Durante la gira la banda publicó un EP con el nombre del tour Music As A Weapon EP, que fue vendido en la gira, el EP incluye una versión acústica de "Fully Alive", y tres temas inéditos: "Much Like Falling", "Justice And Mercy", y "Christmas Song". Una porción de los ingresos de la venta del EP fue enviada a World Vision. A finales del 2006 Flyleaf graba el video para "Fully Alive" con la ayuda de MTV , que luego fue lanzado en MTV2.
En el 2007, Flyleaf hace una gira con Three Days Grace en el festival Soundwave en Australia, luego de terminar la gira la banda lanza su tercer sencillo, "All Around Me" que lo ayudó con sus giras, después de que el video musical fuera lanzado la banda hizo una gira por toda Europa con Stone Sour y Forever Never. En la primavera del 2007, Flyleaf comienza su tour Justice And Mercy Tour. En el 2007 Flyleaf se unió de nuevo al Family Values Tour 2007. El video musical I'm So Sick  apareció brevemente en la película Live Free or Die Hard. También se hizo un remix de la canción I'm So Sick que fue incluida como banda sonora de la película Resident Evil: Extinction. Perfect también fue lanzado como sencillo a finales de 2007 en las estaciones de radio cristiana.
El 26 de abril de 2008, la banda lanzó su cuarto video Sorrow de su álbum  Flyleaf el video fue lanzado en MTV2. La banda estuvo de gira con Seether en la primavera, pero tuvieron que cancelar cinco shows debido a problemas en la voz de Lacey Mosley. Los miembros de Flyleaf empezaron a escribir música nueva, con la esperanza de empezar a grabar en enero. Flyleaf también contribuyó ese año con una versión de la canción "What's This?" para la banda sonora de The Nightmare Before Christmas.

### Memento mori (2009–2010)

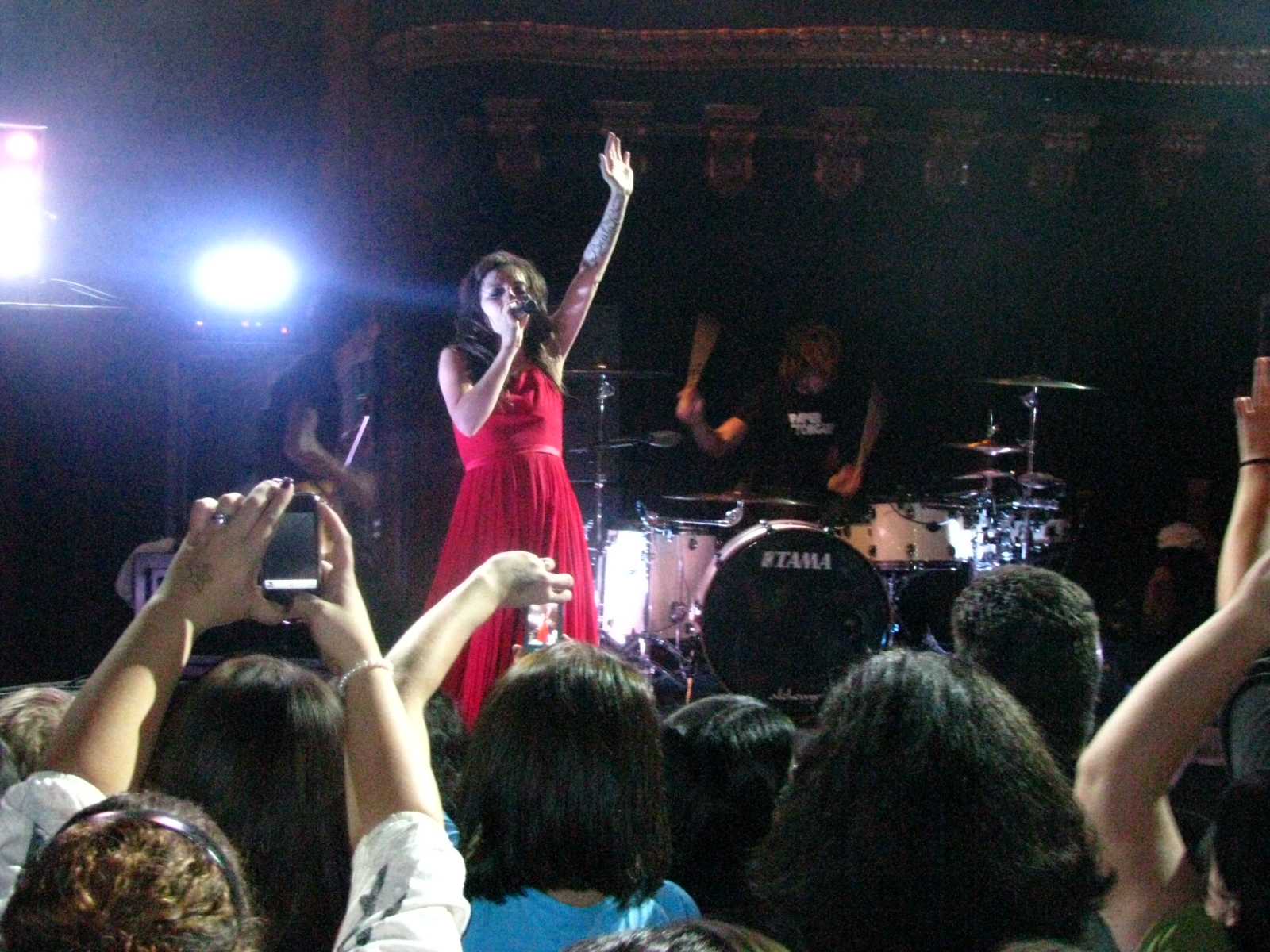
Flyleaf en vivo en San Francisco, 1 de noviembre de 2009

Este nuevo álbum contiene 14 canciones, que fueron seleccionados de las más de 30 que tenían escritas. Algunas de éstas canciones, como "Again", "Have We Lost", y "Beautiful Bride" pudieron ser escuchadas antes de salir el álbum en algunas presentaciones en vivo. La banda se reunió nuevamente con el productor Howard Benson para que produzca el álbum, fue lanzado el 10 de noviembre de 2009. El álbum ha sido titulado Memento Mori, incluye canciones como "Beautiful Bride", "Arise", "Missing", "Break Your Knees", "Have We Lost", "Again" y "Set Apart This Dream" (Que fue inspirada por un libro de autoayuda llamado "Wild at Heart"). Flyleaf anteriormente había estrenado en vivo otras dos canciones Chasm y Circle, durante un mini tour electroacústico en Afganistán, para las tropas estadounidenses. Según su página de MySpace, Flyleaf anunció que el primer sencillo de Memento Mori sería "Again". Meiert Avis dirigió el vídeo musical "Again".
Antes del lanzamiento del nuevo álbum la banda realizó algunos "Listening Party" nombrados como "The Road To Memento Mori", la idea de este tour fue la de presentar algunas canciones del álbum. También los fanes que asistieron pudieron ver antes que otros los videos para Again y Beautiful Bride, además de una presentación acústica. Más tarde la banda realizó un pequeño tour para promover el lanzamiento de Memento Mori, la gira terminó en diciembre de ese año.
El 2 de noviembre de 2009, la banda lanzó un Webisode corto para promocionar el nuevo álbum.
Otro vídeo de Flyleaf fue Beautiful Bride, fue dirigido por Don Tyler. Fue lanzado en la semana del estreno de Memento Mori. El video muestra a la hermana de Sameer (April) como la esposa (Beautiful Bride) y a Joshua Sturm, esposo de Lacey, como el novio. El video es como "Again", este video cuenta con parte del arco del álbum. Más tarde Flyleaf anunció que lanzarían 2 nuevo sencillos que también serían videoclips. Los sencillos fueron "Chasm", lanzado para las estaciones radiales de rock y "Missing" para las estaciones de pop y música alternativa.
A principios de 2010 la banda compartió tour con Three Days Grace y Breaking Benjamin, en las últimas fechas Chevelle se sumó al tour. Luego de que este terminara Flyleaf encabezó un tour por todo el Reino Unido. Más tarde con el regreso a Estados Unidos encabezaron un nuevo tour por todo el país, la gira fue llamada "The Unite and Fight Tour" las bandas soporte fueron Fair to Midland y 10 Years, participaron de varios festivales, en junio la banda viajó a Rusia para presentarse en la ceremonia anual de Los premios MuzTV donde tocaron 3 canciones, al otro día se presentaron en el Download Festival uno de los festivales de rock más grandes del mundo. También fueron parte de festivales alrededor de Estados Unidos y Canadá, En septiembre/octubre comenzó el "The Unite and Fight Tour Parte 2", y también en octubre Flyleaf se presentó por primera vez en México. Cancelaron actuaciones a finales de 2010 y principios de 2011 debido a que Lacey estaba embarazada.

### New Horizons y salida de Lacey Mosley (2011–presente)
Después de que la banda cancelara presentaciones a finales de 2010 y que Lacey diera a luz a su primer hijo, la banda comenzó a escribir nueva música, durante todo el 2011 grabaron demos en su propio estudio. Lacey se presentó en Rock The Lakes donde habló de su vida y presentó una nueva canción, "The Reason", y algunos covers.
A principios de 2012 la banda anunció su entrada en febrero al estudio para grabar el tercer álbum de larga duración de Flyleaf, nuevamente el productor elegido fue Howard Benson, dijeron que el estilo de este nuevo álbum sería más parecido al primero, ya que no es un álbum conceptual como Memento Mori. 
El 20 de mayo de 2012, Flyleaf regresó a los escenarios después de su última presentación en el 2010, en un recital en memoria de Rich Caldwell (Ingeniero de Sonido de la banda) quien falleció en un accidente de autos, todos los fondos recaudados de este primer show de la banda fueron donados a Kat (Esposa de Rich y agente de tour de Flyleaf) y a su pequeño hijo de dos años Kirby. El video para "New Horizons" fue dirigido por Don Tyler, el mismo que dirigió "Beautiful Bride" de Memento Mori, el video cuenta con imágenes de la banda tocando en su estudio, tocando en vivo en el recital en memoria de Rich y en un lago. 
Los sencillos promocionales del álbum New Horizons son su homónimo "New Horizons" y "Call You Out". El álbum fue lanzado el 30 de octubre.
El 22 de octubre de 2012, la banda anunció que Lacey Sturm renunciaba como vocalista principal de la banda. En una declaración escrita por Pat Seals, la exintegrante de la banda Vedera, Kristen May, fue anunciada como el reemplazo de Sturm. Sturm expresó que dejaba la banda debido al nacimiento de su hijo, Jack.

### Between the Stars y salida de Kristen May (2014-2016)
Flyleaf anunció que estaban trabajando en un nuevo álbum que vería la luz en 2014. El 29 de marzo confirmaron que el productor del álbum sería Don Gilmore.
En mayo, la banda reveló que había firmado un contrato con Loud & Proud Records y que finalmente se lanzaría el álbum en otoño, el primer sencillo se anunciaría en julio y después las fechas de la gira. El álbum finalmente se lanzaría el 16 de septiembre de 2014, y la banda reveló la carátula del álbum mediante un juego de puzle y también las pistas que contendría el disco.
El 15 de agosto de 2016, la cantante principal Kristen May anunció su salida de la banda, citando un creciente deseo de quedarse en casa con su familia y que nunca realmente se sentía como si fuera parte de la banda.

### Regreso de Sturm y reunión (2022-presente)
En algún momento de 2021, las cuentas de redes sociales de la banda se reactivaron después de estar inactivas desde su pausa.  En noviembre de 2022, la banda comenzó a provocar su regreso, incluidas fotos de la banda con su cantante principal original, Lacey Sturm. Las imágenes de perfil de la banda en sus cuentas de redes sociales cambiarían más tarde y se renombrarían como "Flyleaf With Lacey Sturm".

## Estilo
Si se busca una etiqueta amplia para describir la música de Flyleaf, podría ubicarse dentro del rock cristiano, tanto por su sonido como por sus letras, las cuales reflejan experiencias de fe de la banda. Asimismo, algunos elementos musicales permiten asociarla, aunque no de manera exacta, con el post-grunge, debido a la combinación de riffs melódicos de guitarra, coros elaborados y los característicos gritos de Lacey.
El sonido de Flyleaf es diverso. En su álbum debut homónimo de 2005, las canciones presentan una marcada influencia del grunge, con excepción de "There For You" y "So I Thought", que tienen un carácter más calmado. A nivel instrumental, las guitarras abarcan desde un clean con textura arenosa hasta un drive high gain, pasando por crunch y efectos como delays y whammys, con afinaciones bajas en guitarras PRS.
En 2009, con el lanzamiento de "Memento Mori", la banda explora una dirección más cercana al rock alternativo melódico, con un sonido más pulido y menos enfocado en riffs pegadizos. Las letras del álbum incluyen referencias a pasajes bíblicos, como "Beautiful Bride", que hace alusión a la iglesia como el cuerpo de Cristo, y "Chasm", el cual relata la suplica de hombre rico que sufre en el lugar de los muertos y le pide a Abraham que envíe a Lázaro para que avise a sus hermanos y que no vengan a sufrir como él (Lucas 16:23-31).
En 2012, Flyleaf publica "New Horizons", un título que hace spoiler de la eventual salida de la banda por parte de Lacey. En este álbum, la banda incorpora elementos de metal alternativo y hard rock, con un enfoque más orientado a riffs pesados. Canciones como "Great Love", "Bury Your Heart" y "Saving Grace" representan el lado más introspectivo y espiritual del disco.
Con "Between the Stars" en 2014, ya sin Lacey como vocalista, el sonido de la banda se orienta hacia el rock pop. Canciones como "Well of Lies" aún conservan algunos elementos de la identidad previa del grupo, que en su momento tuvo una destacada presencia dentro del rock emo/alternativo y en canales como MTV.

## Influencias musicales

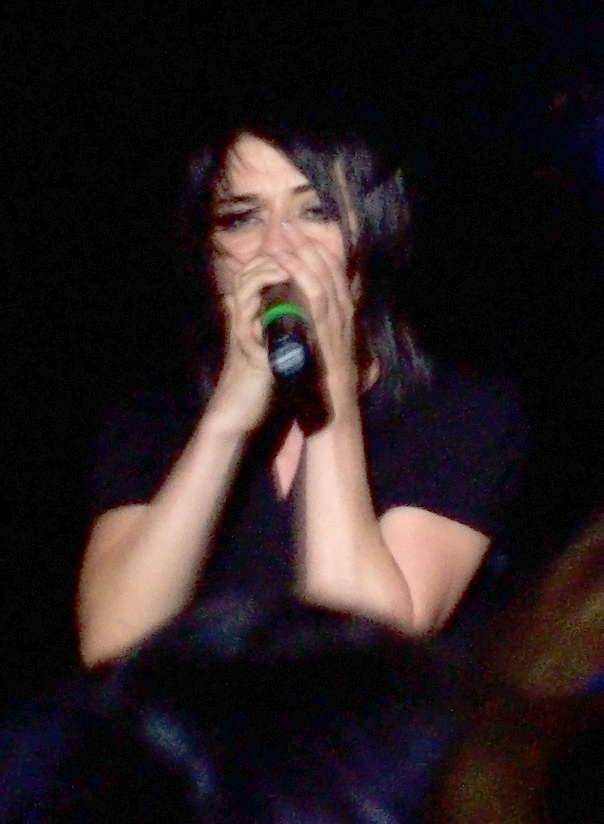
Lacey Mosley, cantante principal de Flyleaf en el Cornerstone Festival 2007.

Las principales influencias de la vocalista Lacey Mosley son Nirvana, Metallica y Pantera. Las principales de los otros miembros de la banda son Underoath, Three Days Grace, Skillet, Korn, Staind, Creed y MxPx. La banda también fue influenciada por Lacuna Coil, Kate Bush, The Gathering, After Forever, Evanescence y Kittie.

## Miembros
Miembros actuales

Lacey Mosley – Voz (2000-2012, 2022-presente)
- Jared Hartmann – Guitarra, coros (2000-presente)
- Sameer Bhattacharya – Guitarra rítmica, coros (2000-presente)
- Pat Seals – Bajo, coros (2002-presente)
- James Culpepper – Batería, percusión (2000-presente)

Exmiembros
Kristen May – Voz (2013-2016)
Línea del tiempo

## Discografía

### Álbumes de estudio
- 2005 Flyleaf
- 2009 Memento Mori
- 2012 New Horizons
- 2014 Between the Stars

### EP
- 2002 Broken Wings : Special Edition EP
- 2003 Passerby EP
- 2003 Broken Wings EP
- 2004 Flyleaf EP
- 2007 Music As A Weapon EP
- 2007 Much Like Falling EP
- 2010 Remember to Live
- 2013 Who We Are EP

### Videos
| Año  | Canción           | Álbum             |
| ---- | ----------------- | ----------------- |
| 2004 | "Breathe Today"   | Flyleaf EP        |
| 2006 | "I'm So Sick"     | Flyleaf           |
| 2006 | "Fully Alive"     | Flyleaf           |
| 2007 | "All Around Me"   | Flyleaf           |
| 2008 | Sorrow            | Flyleaf           |
| 2009 | "Again"           | Memento Mori      |
| 2009 | "Beautiful Bride" | Memento Mori      |
| 2010 | "Missing"         | Memento Mori      |
| 2010 | "Chasm"           | Memento Mori      |
| 2012 | "New Horizons"    | New Horizons      |
| 2013 | "Call You Out"    | New Horizons      |
| 2014 | "Set Me On Fire"  | Between The Stars |

### Sencillos
| Año  | Título                        | Álbum             |
| ---- | ----------------------------- | ----------------- |
| 2004 | "Breathe Today"               | Flyleaf EP        |
| 2006 | "I'm So Sick"                 | Flyleaf           |
| 2006 | "Fully Alive"                 | Flyleaf           |
| 2007 | "All Around Me"               | Flyleaf           |
| 2007 | Perfect                       | Flyleaf           |
| 2007 | Breathe Today - Relanzamiento | Flyleaf           |
| 2008 | "Sorrow"                      | Flyleaf           |
| 2008 | There for you                 | Flyleaf           |
| 2009 | "Again"                       | Memento Mori      |
| 2009 | "Beautiful Bride"             | Memento Mori      |
| 2010 | "Missing"                     | Memento Mori      |
| 2010 | "Chasm"                       | Memento Mori      |
| 2012 | "New Horizons"                | New Horizons      |
| 2013 | "Call You Out"                | New Horizons      |
| 2014 | "Set Me On Fire"              | Between The Stars |